# Cardiopelma mascatum
Cardiopelma mascatum är en spindelart som beskrevs av Vol 1999. Cardiopelma mascatum ingår i släktet Cardiopelma och familjen fågelspindlar. Inga underarter finns listade.